# Ctenium planifolium
Ctenium planifolium là một loài thực vật có hoa trong họ Hòa thảo. Loài này được (J.Presl) Kunth mô tả khoa học đầu tiên năm 1833.